# Steel Worker
Steel Worker (スチールワーカー?, Suchīru Wākā) è un videogioco d'azione con elementi puzzle per arcade, sviluppato e pubblicato dalla Taito nel 1980.
È stato emulato per la prima volta nel 2022 sul Taito Egret II Mini, un cabinato miniaturizzato dedicato al retrogaming contenente circa settanta preinstallati classici della compagnia.

## Modalità di gioco
Steel Worker è ambientato in un cantiere edile. Scopo del gioco costruire un ponte fatto di travi d'acciaio per fare in modo che l'ingegnere capo, il personaggio non giocante, dal lato sinistro dello schermo possa attraversarlo automaticamente in sicurezza.
Il giocatore già comincia ad assemblarlo scegliendo una delle dieci diverse travi (raffigurate come frecce) visualizzate sulla parte bassa dell'interfaccia. Questo ponte però deve essere montato in fretta, perché c'è il rischio di perdere una vita, a causa della caduta nel vuoto del personaggio mentre questi cammina. La vita viene persa anche quando viene schiacciato da uno dei pesi altalenanti dalla gru al centro dello schermo. Premendo il pulsante dell'"inversione", il quale per ogni livello è usabile tre volte, lo stesso ingegnere indietreggia fino al bordo sinistro della trave su cui si trova.